# Monasterio de Santa María de Aguiar
Situado en la localidad de Castelo Rodrigo, el complejo lo forman la Iglesia y el Convento de Santa María de Aguiar, construido en el siglo XII junto al río Aguiar, afluente del río Duero. En la década de 1170 la primitiva comunidad de benedictinos o de eremitas se integró en la Orden del Cister. Aunque se conoce como "convento" era en realidad un verdadero monasterio que se regía por normas de tipo monacal.

## Historia
En un período en el que leoneses y portugueses se disputaban las tierras de Riba-Coa reconquistadas a los árabes, el territorio del monasterio se incluyó en la nueva diócesis de Ciudad Rodrigo (1175) (Reino de León), dependiendo del monasterio de Moreruela (Zamora , 1143), del que también dependía la Tierra de Miranda. Por el Tratado de Alcañices (1297), Santa María de Aguiar pasa definitivamente a dominio portugués. La dependencia de la diócesis de Ciudad Rodrigo, sin embargo, permaneció hasta 1403, cuando se trasladó a la diócesis de Lamego. A finales de la Edad Media, a pesar del fin del apoyo regio y señorial, el convento conservó la propiedad de vastos territorios en Portugal, León y Castilla.
Sin embargo, a mediados del siglo XV, el convento se encontraba en decadencia. En la primera mitad del siglo XVII, en tiempos de la dinastía española, se hicieron obras de restauración. Pero con la invasión francesa a principios del siglo XIX, y la extinción de las órdenes religiosas (1834), el monasterio fue abandonado y llegó a venderse en subasta pública en 1937. Las obras subsiguientes de restauración alteraron profundamente el legado medieval.
El Convento de Santa Maria de Aguiar fue declarado Monumento Nacional a 17 de diciembre de 1932. En 1937 se iniciaron obras de restauración de la Iglesia a cargo da Direcção Geral dos Monumentos Nacionais.

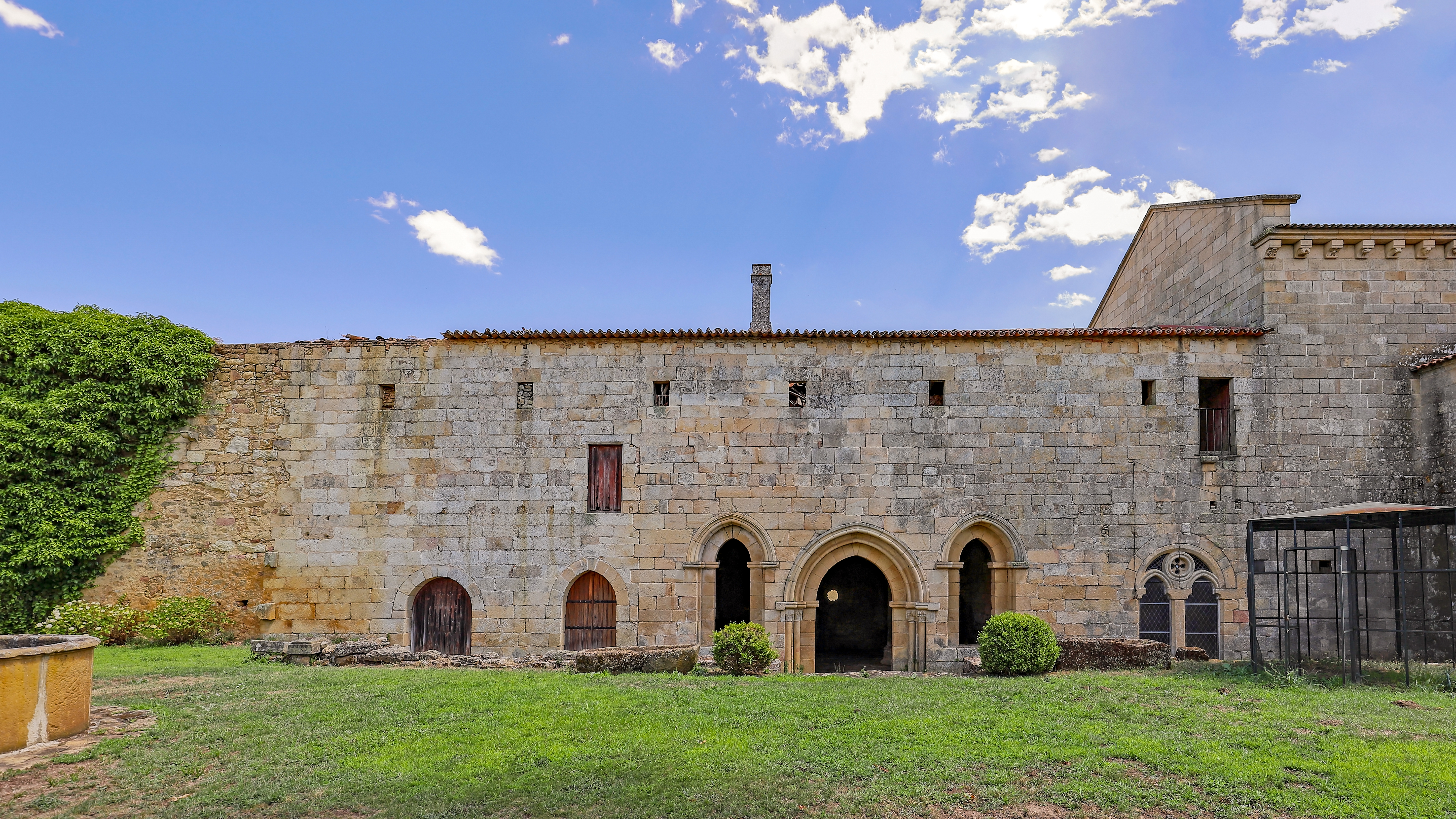
Fachada y jardín

## Arquitectura
Predominan los estilos románico y gótico. La iglesia cisterciense, es de planta en cruz latina, tres naves y transepto saliente, cabecera escalonada y dos absidiolos de planta rectangular. La Iglesia del convento es un ejemplo fidedigno de la primitiva arquitectura cisterciense: austeridad, robustez y pocos elementos ornamentales. Probablemente sea la más pura y bien conservada de las iglesias del Cister existentes en Portugal y en toda Europa, integralmente restituida a su traza primitiva. Como único elemento espurio, el altar es presidido por un retablo del siglo XVI, verdadera obra maestra del barroco portugués.
Construido en tiempos de las luchas regionales, primero entre cristianos y moros y después entre leoneses y portugueses, el monasterio y sus dependencias anexas se edificaron de manera que formaran un recinto cerrado, de acceso no permitido a personas ajenas. El frontal del Convento de Aguiar presenta las características del románico primitivo. Entre los varios elementos arquitectónicos, sobresale la sencilla y elegante puerta da Sala Capitular, rematada por tres arquivoltas de arco apuntado, que posan en ábacos desprovistos de adornos, apoyadas en columnillas encastradas en la pared y rematadas por capiteles decorados con motivos vegetales. La Sala del Capítulo era la dependencia más importante después de la Iglesia. Era la estancia de consejos y deliberaciones, en la que se reunía diariamente la comunidad religiosa bajo la presidencia del abad. A la salida de esta sala, se abría un pasaje hacia el claustro y hacia la escalera que conducía al dormitorio, situado en el piso alto. El claustro debía ser bastante alto y robusto, con arquería que soportaba tres filas de piedras dispuestas encima. En frente de la Sala Capitular todavía puede verse la base del claustro formado por un muro de piedra de un metro de alto y una escalera con cinco escalones. En medio del patio había una elegante fuente que fue reconstruida en 1994 por el propietario de la Hospedería.